# Macroteleia pannonica
Macroteleia pannonica är en stekelart som beskrevs av Szabó 1966. Macroteleia pannonica ingår i släktet Macroteleia och familjen Scelionidae. Inga underarter finns listade i Catalogue of Life.